# Calvoa pulcherrima
Calvoa pulcherrima är en tvåhjärtbladig växtart som beskrevs av Ernest Friedrich Gilg och Adolf Engler. Calvoa pulcherrima ingår i släktet Calvoa och familjen Melastomataceae. Inga underarter finns listade i Catalogue of Life.